# Toxodera integrifolia
Toxodera integrifolia es una especie de mantis de la familia Toxoderidae.

## Distribución geográfica
Se encuentra en Malasia y Java.